# ハルワルド・ヨンセン
ハルワルド・ヨンセン（Hallvard Johnsen、1916年6月27日 - 2003年11月6日）は、ノルウェーの作曲家。
ハンブルクで生まれる。1930年から1941年までオスロ音楽院で学び、ビャーネ・ブルースタらについて作曲・指揮・フルートを学んだ。後にコペンハーゲンに行き、ヴァン・ホルンボーに師事した。1947年から1973年までソロ・フルート奏者として活動した。
作品には25の交響曲、2つの序曲、2つのヴァイオリン協奏曲、トランペット協奏曲、管弦楽組曲、室内楽曲、ピアノ曲、3つのオペラ、カンタータ、オラトリオ、歌曲などがある。